# Símbols de l'Alcora
L'escut i la bandera de l'Alcora són els símbols representatius de l'Alcora, municipi del País Valencià, a la comarca de l'Alcalatén.

## Escut heràldic
L'escut oficial de l'Alcora té el següent blasonament:
| « | Escut truncat. Primer, bandat de sis peces, tres d'atzur i tres d'argent. Segon, d'argent, un mig vol d'atzur. Per timbre corona comtal. | » |

## Bandera
La bandera oficial de l'Alcora té la següent descripció:
| « | Bandera de proporcions 2:3. D'argent o gris perla, mig vol d'atzur. | » |

## Història
L'escut va ser aprovat mitjançant el Decret 2.161/1963 de 24 d'agost, publicat en el BOE núm. 214, de 6 de setembre de 1963.
La bandera es va aprovar per Resolució de 5 de setembre de 2002, del conseller de Justícia i Administracions Públiques, publicada en el DOGV núm. 4.344, de 26 de setembre de 2002.
La primera partició de l'escut presenta les armes dels Ximénez d'Urrea, comtes d'Aranda i antics senyors de la vila abans de l'abolició dels senyorius al segle xix. La corona fa referència a l'esmentat comtat. L'ala és un senyal parlant referit al nom de la localitat.
L'escut més antic que es conserva de l'Alcora es remunta a l'any 1459, present al segell de la Concòrdia, mitjançant la qual, l'Alcora i Llucena es repartiren el patrimoni i el territori de la desapareguda Pobla d'Alcalatén. Hi figura l'ala, nomenada mig vol en heràldica, al centre, acostada de dos escudets, un a cada banda, amb les armes dels Ximénez d'Urrea.
Posteriorment, ja l'any 1695, trobem al frontis de l'antiga casa consistorial un escut diferent. Es tracta d'un blasó de forma oval, amb una creu de Montesa al cap de l'escut (part superior); al centre i encarades al destre i al sinistre i en posició vertical, l'ala de sinople i un escussó barrat de set peces, quatre de gules i tres d'or; en punta (part inferior) les lletres S.P.Q.A (Senatus Populus Que Alcorensis). L'escussó sembla una incorrecta interpretació de les armes dels Ximénez d'Urrea amb els colors del Senyal Reial d'Aragó. Des d'aleshores i fins a 1963 l'Alcora va utilitzar aquest escut com a segell municipal, afegint-li una bordura amb una llegenda que anava canviant segons els canvis polítics (constitucionalisme de 1812, tornada a l'absolutisme, república, dictadura, etc.).
A l'Arxiu Històric Nacional es conserven dos segells en tinta de 1876, un de l'Alcaldia i l'altre de l'Ajuntament Constitucional, on hi apareix aquest escut.
En la dècada dels anys 1960, l'Ajuntament de l'Alcora, presidit per Francisco Luis Grangel Mascarós, es proposà aprovar un Reglament per a regular la concessió d'honors i distincions, como són el nomenament de fill predilecte o fill adoptiu, així com el Llibre d'honor, etc. Però es necessitava abans l'oficialització del blasó municipal. Així doncs, l'Ajuntament va presentar al Ministeri de la Governació un projecte d'escut municipal elaborat per especialistes, amb l'escut que utilitzava aleshores. La Reial Acadèmia de la Història, com a organisme consultiu, va emetre el dictamen on modificava el blasonament proposat, basant-se en l'origen i la història de l'Alcora. Finalment, el Ple municipal acordà acceptar aquest dictamen i el Consell de Ministres de 24 de juliol de 1963 autoritzà l'escut actual.
En 2018 l'Ajuntament creà un logotip per a modernitzar la imatge corporativa de la institució basat en l'escut oficial.

Escut utilitzat per l'Alcora entre 1695 i 1963.
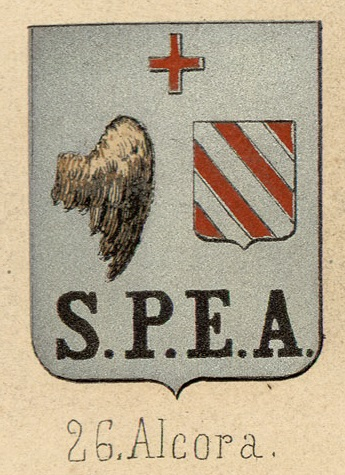
Escut de l'Alcora, Trofeo heroico, Piferrer, 1860.
Segell de 1876 en l'AHN.
Escut oficial des de 1968.
Logotip de l'Ajuntament, 2018.